# Marriage License?
Marriage License? is een Amerikaanse dramafilm uit 1926 onder regie van Frank Borzage. Destijds werd de film in Nederland uitgebracht onder de titel De stem des bloeds.

## Verhaal
Wanda wordt niet geaccepteerd door haar adellijke schoonfamilie. Door toedoen van haar sluwe schoonmoeder loopt haar huwelijk op de klippen en wordt haar zoontje onwettig verklaard. Na jaren van ellende wordt ze opnieuw verliefd. Haar zoon Robin wil intussen soldaat worden. Ze geeft haar geluk op omwille van haar zoon en trouwt opnieuw met haar berouwvolle ex-man.

## Rolverdeling
| Acteur          | Personage     |
| --------------- | ------------- |
| Alma Rubens     | Wanda Heriot  |
| Walter McGrail  | Marcus Heriot |
| Richard Walling | Robin         |
| Walter Pidgeon  | Paul          |
| Charles Lane    | Sir John      |
| Emily Fitzroy   | Lady Heriot   |
| Langhorn Burton | Cheriton      |
| Edgar Norton    | Beadon        |
| George Cowl     | Amercrombie   |
| Lon Poff        | Huisknecht    |